# Mareth

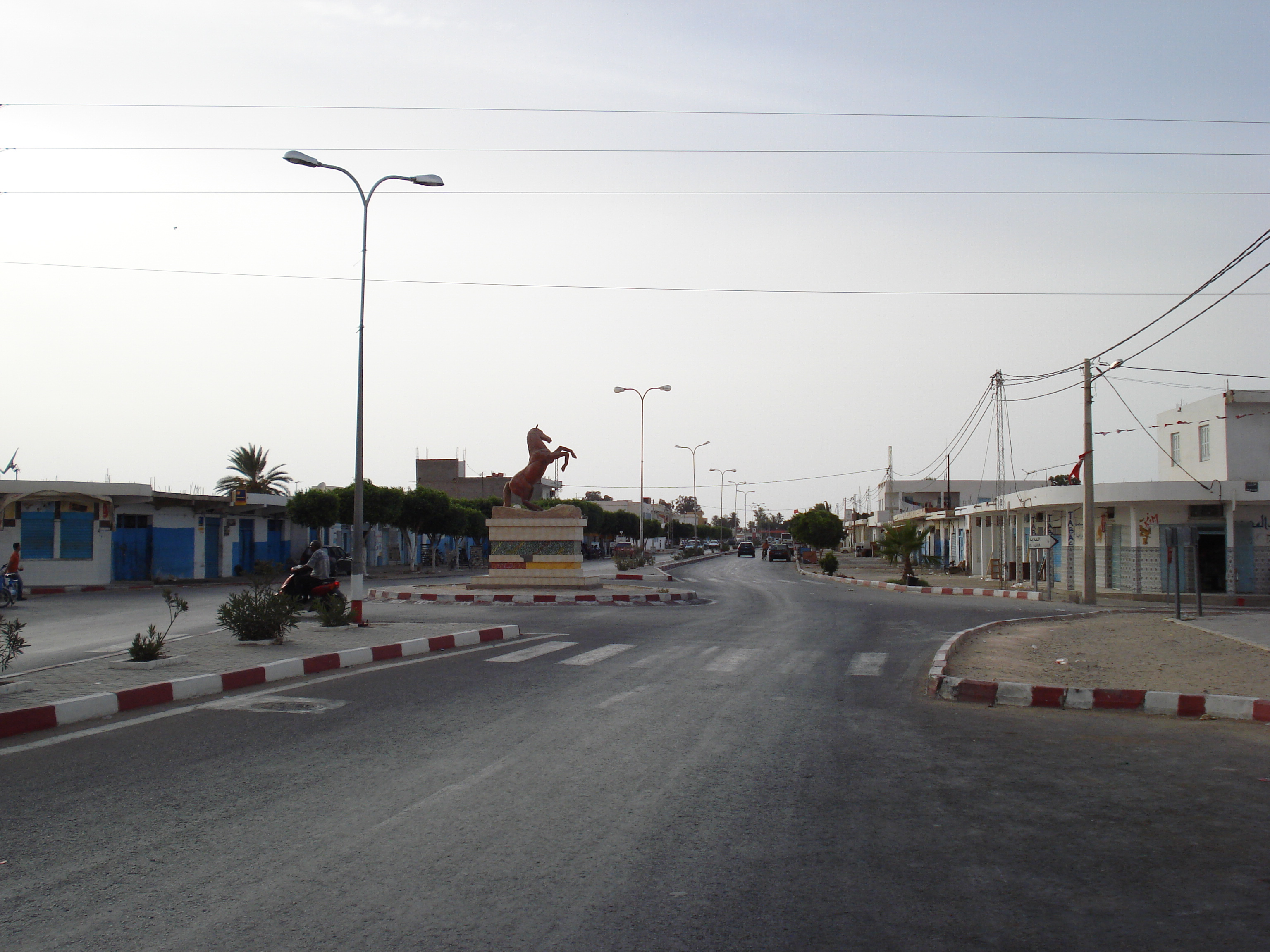
Im Zentrum von Mareth

Mareth (arab.: مارث Māraṯ) ist eine tunesische Stadt im Gouvernement Gabès mit 10.923 Einwohnern (Stand: 2004).

## Geographie
Etwa 30 Kilometer nordöstlich von Mareth befindet sich die Stadt Gabès, 35 Kilometer südwestlich Medenine und 44 Kilometer östlich die Insel Djerba. Mareth liegt im östlichen Tunesien, etwa sieben Kilometer von der Küste des Golfs von Gabes entfernt, der Teil des Libyschen Meers ist. Im Südwesten erheben sich die bis zu 800 Meter hohen Matmata-Höhen, im Süden strebt das Wadi Zigzaou von den Höhen zum Meer.
In der Nähe und nach der Stadt benannt erstreckte sich die 1943 während des Afrikafeldzuges umkämpfte Mareth-Linie mit ihren Befestigungen.